# الخيالة (لودر)

تعديل مصدري - تعديل

الخيالة هي إحدى قرى عزلة زارة بمديرية لودر التابعة لمحافظة أبين، بلغ تعداد سكانها 363 نسمة حسب تعداد اليمن لعام 2004.